# Fate of Norns
Fate of Norns − piąty studyjny album szwedzkiej grupy muzycznej wykonującej melodic death metal, Amon Amarth, wydany 6 września 2004 roku nakładem Metal Blade Records.
Nagrania zostały zarejestrowane pomiędzy majem a czerwcem 2004 roku w Berno Studio w Malmö we współpracy z producentem muzycznym Berno Paulssonem. Album promował teledysk do utworu "The Pursuit of Vikings", który wyreżyserowali Philipp Hirsch i Heiko Tippelt.

## Lista utworów
Źródło.
1. "An Ancient Sign of Coming Storm" – 4:39
2. "Where Death Seems to Dwell" – 4:58
3. "Fate of Norns" – 5:58
4. "The Pursuit of Vikings" – 4:30
5. "Valkyries Ride" – 4:57
6. "The Beheading of a King" – 3:24
7. "Arson" – 6:48
8. "Once Sealed in Blood" – 4:50

| DVD, Live At Grand Rokk Reykjavik, Iceland 05.03.2004 |
| --- |
| 1. "Death in Fire" 2. "The Last with Pagan Blood" 3. "For the Stabwounds in Our Backs" 4. "Masters of War" 5. "The Sound of Eight Hooves" 6. "Bloodshed" 7. "Versus the World" 8. "Victorious March" |

## Twórcy
Źródło.
- Fredrik Andersson – perkusja
- Olavi Mikkonen – gitara
- Johan Hegg – śpiew
- Johan Söderberg – gitara
- Ted Lundström – gitara basowa
- Thomas Ewerhard – okładka, oprawa graficzna
- Patrik Wulff – inżynieria dźwięku
- Berno Paulsson – miksowanie, mastering, produkcja muzyczna, inżynieria dźwięku
- Alex Kuehr – zdjęcia